# Podolanka (powieść)
Podolanka (właśc. Podolanka wychowana w stanie natury, życie i przypadki swe opisująca) – powieść Michała Dymitra Krajewskiego opublikowana w 1784 roku, nawiązująca do sposobu wychowania "dziecka natury", inspirowanego Rousseau. Powieść stanowiła polską adaptację książki Henri Josepha Du Laurensa Imirce, ou la Fille de la nature. Cieszyła się wielką popularnością (siedem wydań w ciągu 1784 roku) i ze względu na kontrowersyjną koncepcję wychowawczą, negatywny stosunek do wielu dzieł literackich oraz swoją wartość artystyczną, stała się przedmiotem pierwszej w Polsce polemiki literackiej.

## Treść utworu
W ramach eksperymentu pedagogicznego Hrabia wychowuje dwoje dzieci, chłopca i dziewczynkę (Podolankę) w zamkniętej piwnicy. Przebywają tam oni aż do 22 roku życia i w tym czasie poddawani są przez wychowawcę rozlicznym doświadczeniom. Pewnego dnia śpiąca Podolanka zostaje przeniesiona do pałacu hrabiego. Tam okazuje się, że wychowanie w oderwaniu od cywilizacji wyposażyło dziewczynę w niezwykłą wrażliwość na piękno przyrody, ale zarazem uniemożliwiło jej zrozumienie zasad rządzących cywilizacją i stosunkami pomiędzy ludźmi kulturalnymi. W rozmowach zadaje niewygodne pytania, podważając tym samym panujące w towarzystwie konwencje. Postawa Podolanki staje się punktem wyjścia do przeprowadzenia krytyki norm społecznych i państwowych oraz zwyczajów ówczesnego społeczeństwa.

## Spór oPodolankę
Powieść spotkała się przede wszystkim z negatywną reakcją pijarów, których środowisko zostało skrytykowane w Podolance (do zakonu należał sam autor powieści). W 1784 roku pojawił się List Sandomierzanki do Podolanki, w którym nieznany autor (badacze podejrzewają, że mógł to być Franciszek Ksawery Dmochowski, Franciszek Siarczyński lub Filip Nereusz Golański) skrytykował użycie przez Krajewskiego słowa natura – Podolanka została wychowana nie w warunkach naturalnych, a w piwnicy. Protestował również przeciwko bardzo surowej ocenie literatury polskiej, dokonanej w powieści (Krajewski pozytywnie ocenił właściwie tylko Kochanowskiego, Janickiego i Sarbiewskiego, krytykując wielu innych pisarzy, w tym m.in. Konarskiego). W Liście zawarła się również krytyka licznych błędów stylistycznych występujących w Podolance. Również w 1784 roku ukazał się List Paryżanki do Podolanki, pisany przez niezidentyfikowanego autora (badacze podejrzewają, że mógł to być Franciszek Siarczyński). W liście tym, opisanym jako list oryginału do kopii, zarzucono Krajewskiemu plagiat (jest to sytuacja nietypowa dla polskiego oświecenia, w którym teksty literackie traktuje się jako powszechną i wspólną własność). Krajewski bronił się przed tymi zarzutami w tekście List Podolanki wychowanej w stanie natury do swojej przyjaciółki (1784). Jego autorstwa są być może także dwa inne teksty broniące powieści: Odpis męża Podolanki na list Sandomierzanki (1784) i Dialogi, czyli rozmowa Podolanki z jej mężem (1785). Ten ostatni tekst stanowił obronę powieściowej fikcji i gatunków romansowych, mogących stanowić źródło pożytecznych nauk. List ten zakończył spór o Podolankę.

## Podolankawobec pierwowzoru
W przeciwieństwie do oryginalnej powieści Henri Josepha Du Laurensa Imirce, ou la Fille de la nature, utwór Krajewskiego nie jest jednoznacznie krytyczny wobec koncepcji wychowawczych inspirowanych Rousseau. Chociaż powieść zawiera wiele krytycznych uwag, dotyczących współczesnych zjawisk społecznych, autor zrezygnował ze szczególnie kontrowersyjnych poglądów, zawartych w oryginalne, np. z gruntownej krytyki Kościoła katolickiego.